# 肠二醇
腸二醇是一種有機化合物，化學式為 [HOC6H4CH2CH(CH2OH)]2。 
它由腸細菌對木脂素前體起作用而成。因此，它有時被歸為腸木脂素或哺乳類木脂素。尿液中的高腸二醇含量通常來自茶和其他富含木脂素的食物。